# Вищетарасівська волость
Вищетарасівська волость — адміністративно-територіальна одиниця Катеринославського повіту Катеринославської губернії із центром у селі Вищетарасівка.

## Історія
Населення у 1886 році: 3130 мешканців. Площа: 33 868 десятин. Включала 9 поселень, об'єднаних у 8 сільських громад. 
Найбільші населені пункти:
- село Вищетарасівка при річці Нажора — 1162 осіб, 186 дворів, православна церква, школа, лікарня, 3 лавки, 3 ярмарки,
- село Мис Добра Надія (Яковлєва) при річках Тарас і Джуган — 307 осіб, 58 дворів, школа, лавка.

Нині територія волості входить до складу Томаківського району.